# 斐茲洛伊花園
斐茲洛伊花園（Fitzroy Gardens）是澳洲墨爾本的知名觀光景點，是維多利亞州遺產登記所列的地點。

## 歷史
1848年斐茲洛伊花園被永久保留為公共花園，本花園得名於新南威爾斯州州長斐茲洛伊爵士。
1860年斐茲洛伊花園由當地地政部接管。